# گکوی دم‌برگی شمالی
گکوی دم‌برگی شمالی (نام علمی: Saltuarius cornutus) نام یک گونه از سرده گکوهای دم‌برگی است.